# Qingliang Shan (Nanjing)
Qingliang Shan (chin. 清凉山; Pinyin: Qīngliáng Shān) ist ein Berg im Westen von Nanjing im Süden der chinesischen Provinz Jiangsu. Er wurde früher auch Shitou Shan 石头山 ("Steinberg") genannt. In der Zeit der Östlichen Wu-Dynastie der Zeit der Drei Reiche wurde dort eine Stadt errichtet, deshalb wird er auch Shicheng Shan 石城山 ("Steinstadtberg") genannt.

Koordinaten: 32° 3′ N, 118° 45′ O